# Chavençon
Chavençon ist eine französische Gemeinde mit 162 Einwohnern (Stand 1. Januar 2022) im Département Oise in der Region Hauts-de-France. Die Gemeinde liegt im Arrondissement Beauvais und ist Teil der Communauté de communes des Sablons und des Kantons Chaumont-en-Vexin.

## Geographie
Zu der von 1826 bis 1833 mit der Nachbargemeinde Neuville-Bosc verbundenen Gemeinde im Westen des Zeugenberges Buttes de Rosne an der südlichen Départementsgrenze gehört der Weiler La Mendicité.
| 1962 | 1968 | 1975 | 1982 | 1990 | 1999 | 2006 | 2011 |
| ---- | ---- | ---- | ---- | ---- | ---- | ---- | ---- |
| 37   | 50   | 53   | 90   | 109  | 114  | 133  | 163  |

## Verwaltung
Bürgermeister (maire) ist seit 1995 Michel Tankéré.

## Sehenswürdigkeiten
Siehe auch: Liste der Monuments historiques in Chavençon
- im 16. Jahrhundert erneuerte Marienkirche mit einem Joch aus dem 12. Jahrhundert und einem geschützten Kreuz[1]

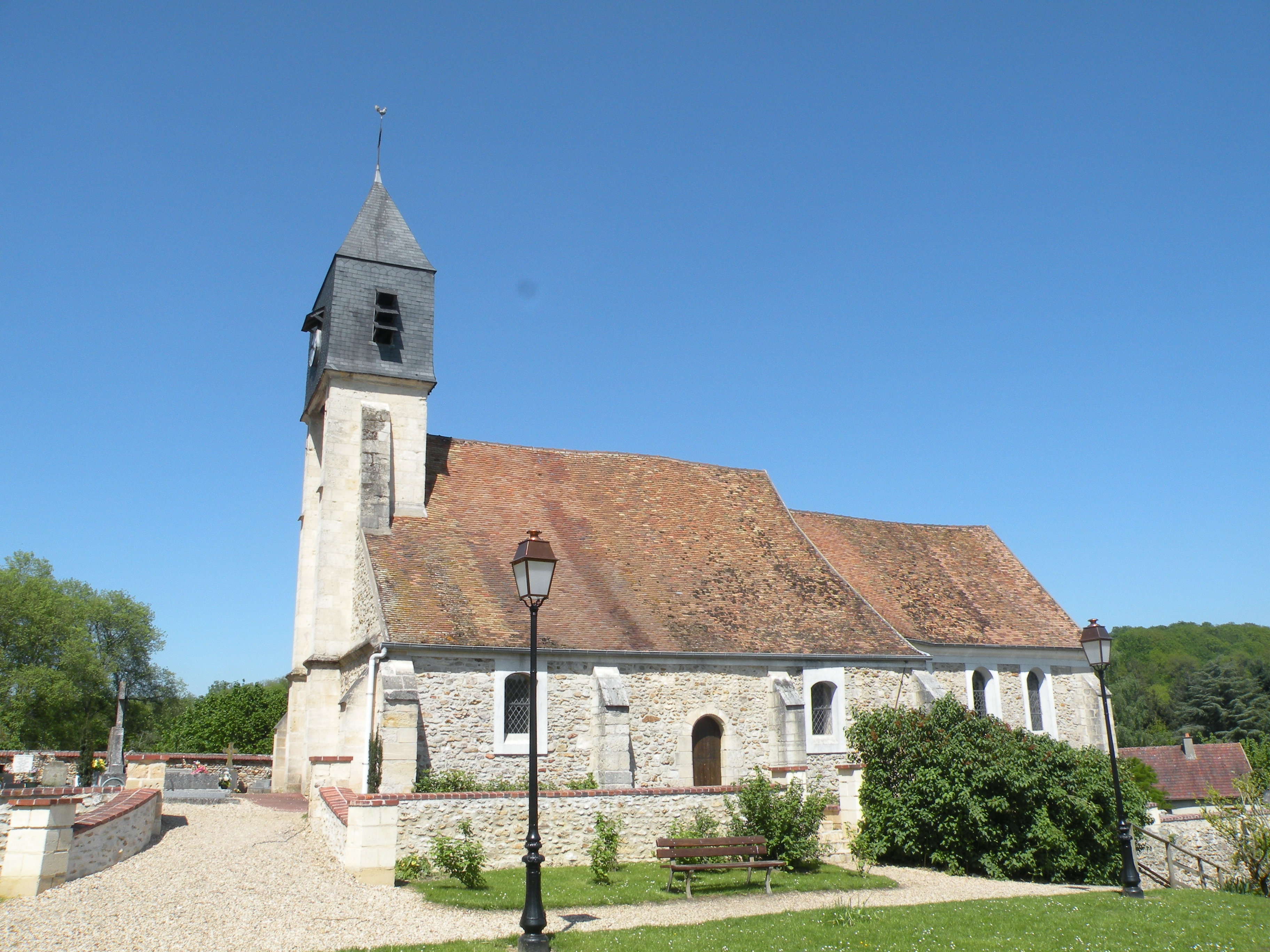
Mariä Geburt-Kirche